# Valeriana
Valeriana L. è un genere di piante della famiglia Caprifoliaceae che comprende oltre 400 specie erbacee, tra cui la notissima pianta officinale Valeriana officinalis, la valeriana comune.

## Tassonomia
Il genere comprende oltre 400 specie.
In Italia crescono spontaneamente le seguenti specie e sottospecie: 
- Valeriana amazonum (Fridl. & A.Raynal) Christenh. & Byng - endemica della Sardegna
- Valeriana angustifolia Mill. (sin.: Centranthus angustifolius)
- Valeriana calcitrapae L. (sin.: Centranthus calcitrapa)
- Valeriana carinata (Loisel.) Christenh. & Byng (sin.: Valerianella carinata)
- Valeriana celtica L. - limitata, per l'Italia, alla porzione di Alpi piemontesi compresa tra la Val di Susa e il Sempione
- Valeriana coronata (L.) Mill. (sin.: Valerianella coronata)
- Valeriana dentata (L.) All. (sin.: Valerianella dentata)
- Valeriana dioica L. - diffusa nei luoghi erbosi, umidi e paludosi del Nord e in pochi luoghi dell'Appennino
- Valeriana discoidea (L.) Willd. (sin.: Valerianella discoidea)
- Valeriana echinata L. (sin.: Valerianella echinata)
- Valeriana elongata Jacq. -  Alpi orientali
- Valeriana eriocarpa (Desv.) Christenh. & Byng (sin.: Valerianella eriocarpa)
- Valeriana excelsa Poir.
  - Valeriana excelsa subsp. sambucifolia (J.C.Mikan ex Pohl) Holub (sin.: Valeriana *sambucifolia)
- Valeriana excelsa subsp. versifolia (Brügger) Buttler, Hand & Kirschner (sin.: Valeriana versifolia)
- Valeriana graciliflora (Fisch. & C.A.Mey.) Byng & Christenh. (sin.: Fedia graciliflora)
- Valeriana ibika Christenh. & Byng (sin.: Valerianella puberula)
- Valeriana locusta L. (sin.: Valerianella locusta) - songino, pianta edibile da insalata
- Valeriana macrosiphon (Boiss.) E.Vilm. (sin.: Centranthus macrosiphon)
- Valeriana montana L. - presente nei luoghi freschi e umidi di tutta Italia, compresa la Sardegna ed esclusa la Sicilia
- Valeriana muricata (Steven ex M.Bieb.) Sennikov (sin.: Valerianella muricata)
- Valeriana officinalis L. - diffusa nei boschi umidi e ombrosi di tutta Italia
  - Valeriana officinalis subsp. officinalis
  - Valeriana officinalis subsp. nemorensis (B.Turk) F.Martini & Soldano (sin.: Valeriana nemorensis)
- Valeriana pleurota Christenh. & Byng (sin.: Valerianella costata)
- Valeriana pumila (L.) Willd. (sin.: Valerianella pumila)
- Valeriana rimosa (Bastard) Christenh. & Byng (sin.: Valerianella rimosa)
- Valeriana rubra L. (sin.: Centranthus ruber) - diffusa nelle regioni del centro-sud e nelle isole, ma anche nelle zone pedemontane delle Alpi
- Valeriana saliunca All. - cresce nei pascoli e sulle rupi delle Alpi e dell'Appennino centro-settentrionale
- Valeriana saxatilis L. - propria di luoghi sassosi calcarei delle Alpi Centrali e orientali e della Toscana
- Valeriana supina Ard. - Alpi orientali
- Valeriana tripteris L. - diffusa nel Nord e nel Centro
- Valeriana tuberosa L. - presente nei luoghi montani, erbosi e sassosi, in località di tutta Italia esclusa la Sardegna (ma compresa la Sicilia)
- Valeriana turgida (Steven) Christenh. & Byng (sin.: Valerianella turgida)
- Valeriana vesicaria (L.) Mill. (sin.: Valerianella vesicaria)

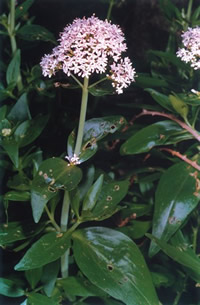
Valeriana trinervis

Merita inoltre una menzione Valeriana trinervis, endemismo puntiforme della Corsica, specie inserita dalla IUCN nella lista delle 50 entità botaniche più minacciate della area mediterranea.